# Mérou
Taxons concernés
Des espèces des familles

- Serranidae
- Polyprionidaemodifier

Le terme de mérou est un nom vernaculaire qui désigne en français plusieurs espèces de poissons de la famille des Serranidae, voire de celle des Polyprionidae. Le plus connu est le mérou brun (Epinephelus marginatus).
Victime de la surpêche, la population de mérous s'est effondrée de plus de 80 % en Afrique de l’Ouest. Certaines espèces ont commencé à être produites par élevage dès 1975, particulièrement en Asie (Taiwan,Indonésie, Philippines, Inde, etc). En 2020  la moitié des besoins mondiaux sont ainsi couverts.

## Description et caractéristiques
Le nom vernaculaire « mérou » couvre une partie de l’importante famille des Serranidae. Cette famille, très diversifiée, contient des poissons d’aspect assez différent, comme les Anthias, les loches ou les barbiers communs. Le principal groupe de mérous se trouve dans la sous-famille des Epinephelinae, qui regroupe 22 genres et 87 espèces. On les rencontre dans les eaux tropicales et tempérées, de 1 à 300 mètres de profondeur. Ils sont tous carnivores : ils se nourrissent de poissons, de crustacés et de mollusques. La plupart des espèces sont hermaphrodistes successifs, ce qui signifie que tous les individus naissent femelles et que certains deviendront mâles quand la situation l’exigera.

## Galerie

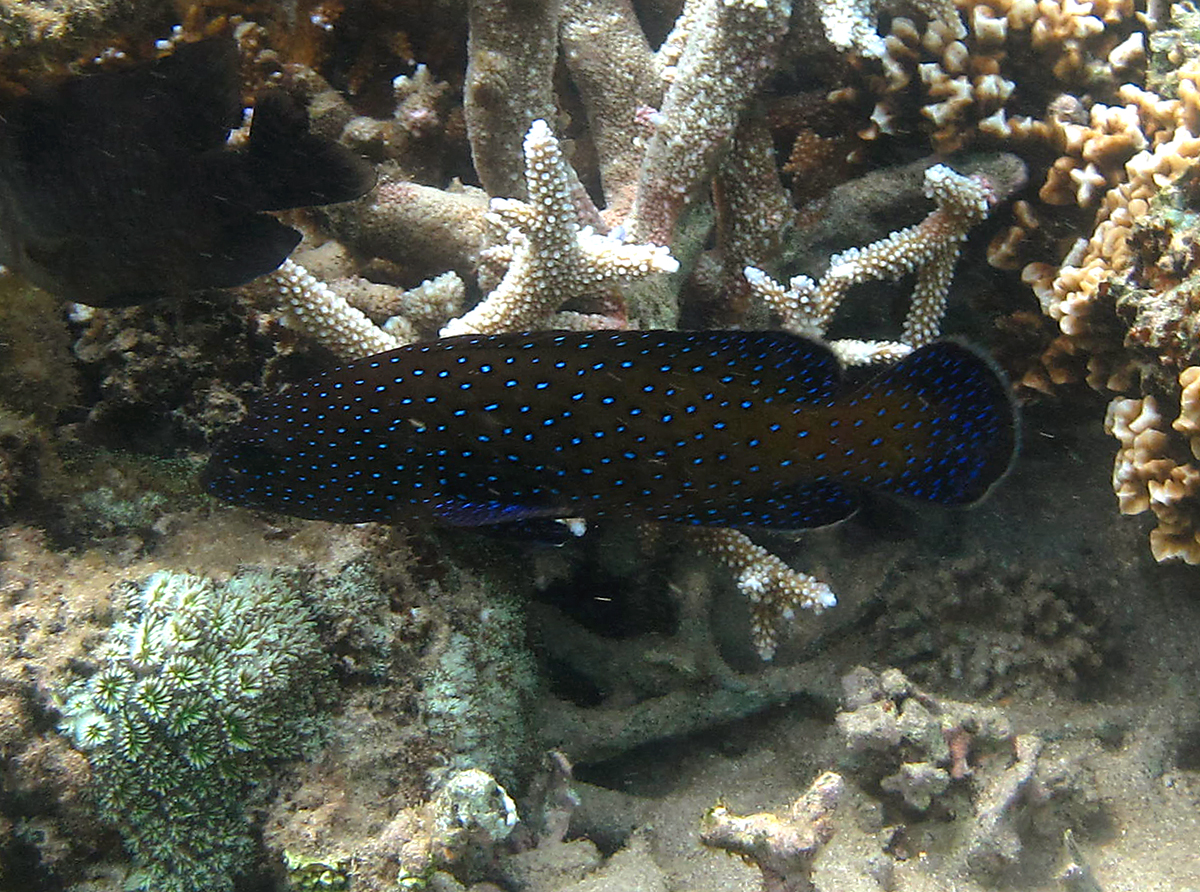
Un mérou céleste (Cephalopholis argus).
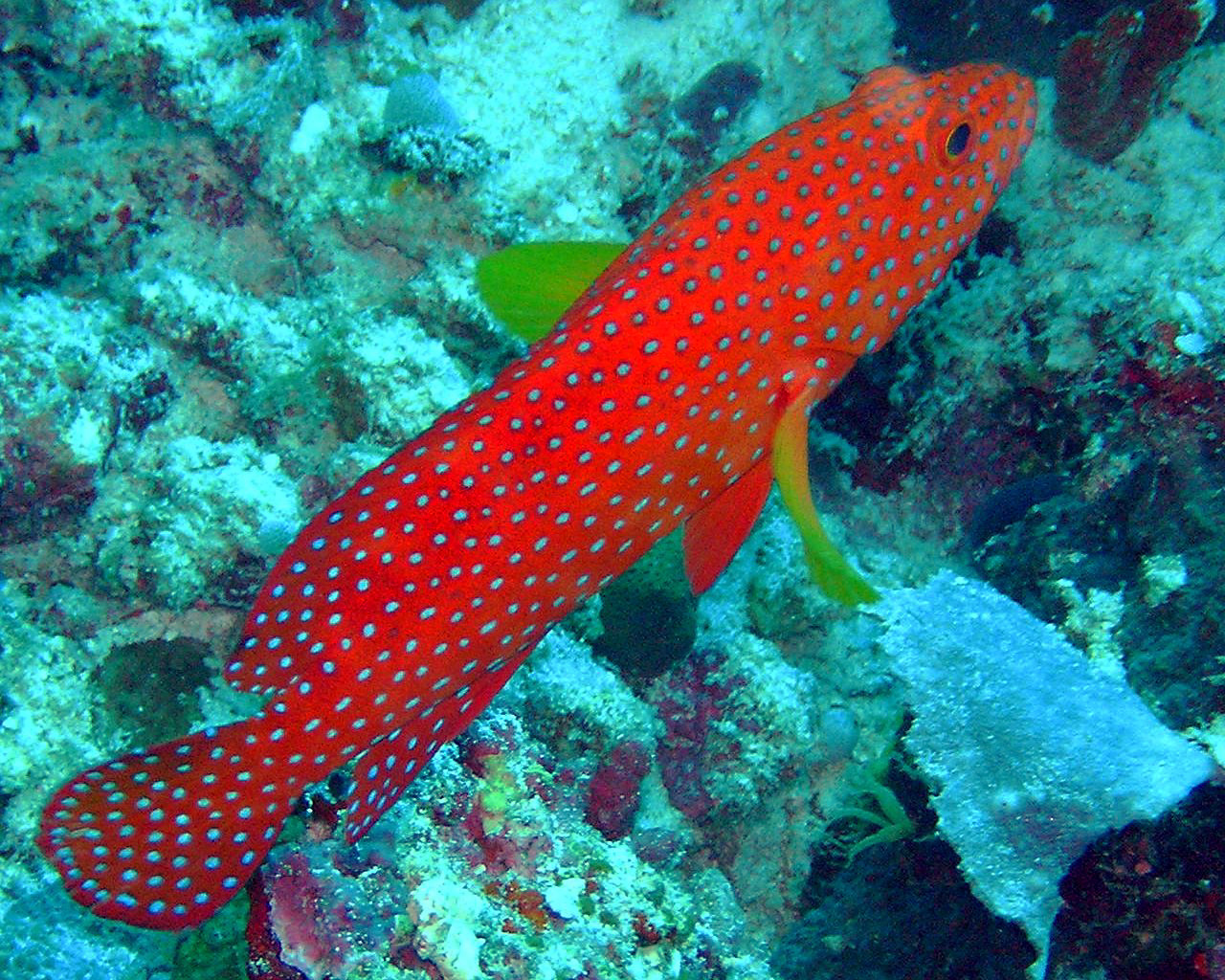
Un mérou rouge (Cephalopholis miniata).
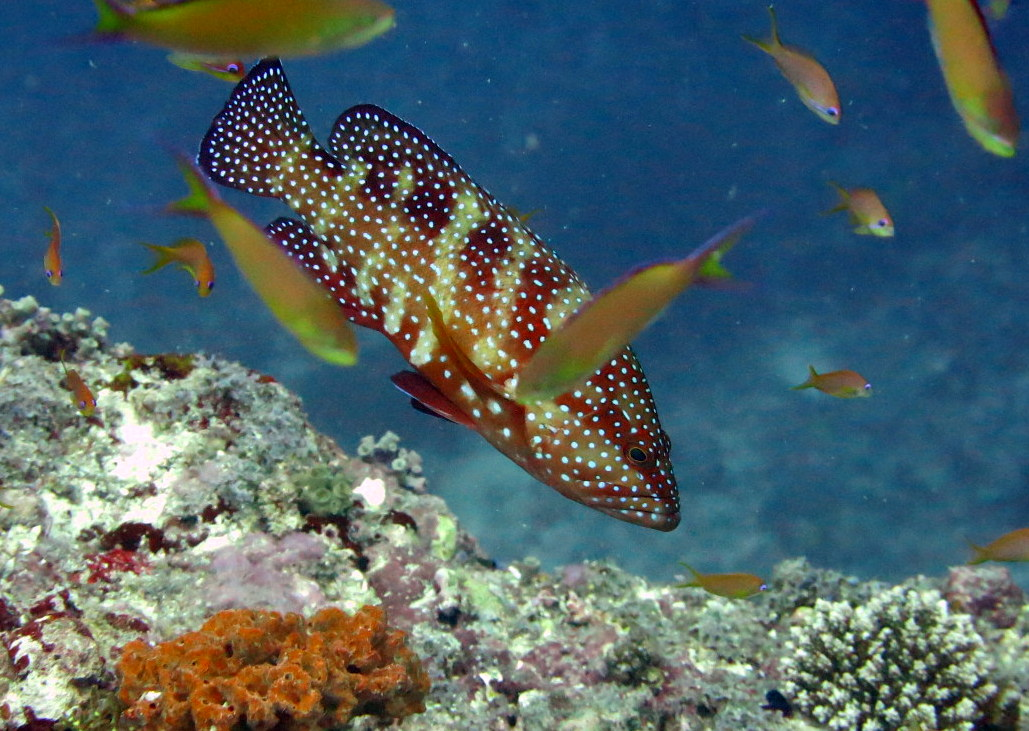
Un mérou sanguin (Cephalopholis sexmaculata).
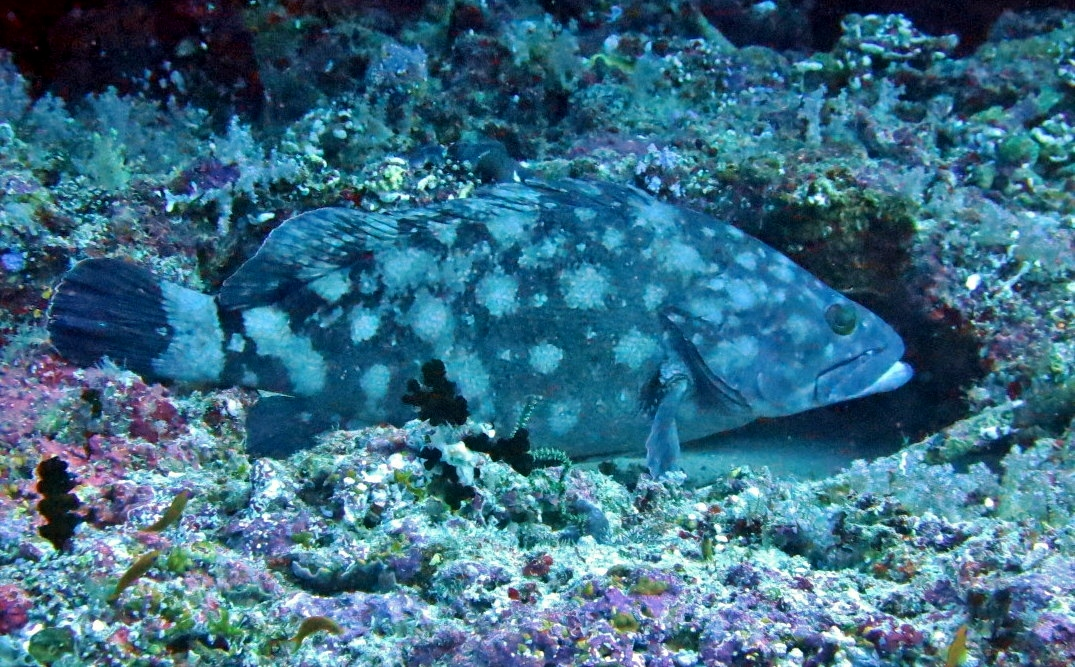
Un mérou à points blancs (en) (Epinephelus coeruleopunctatus).
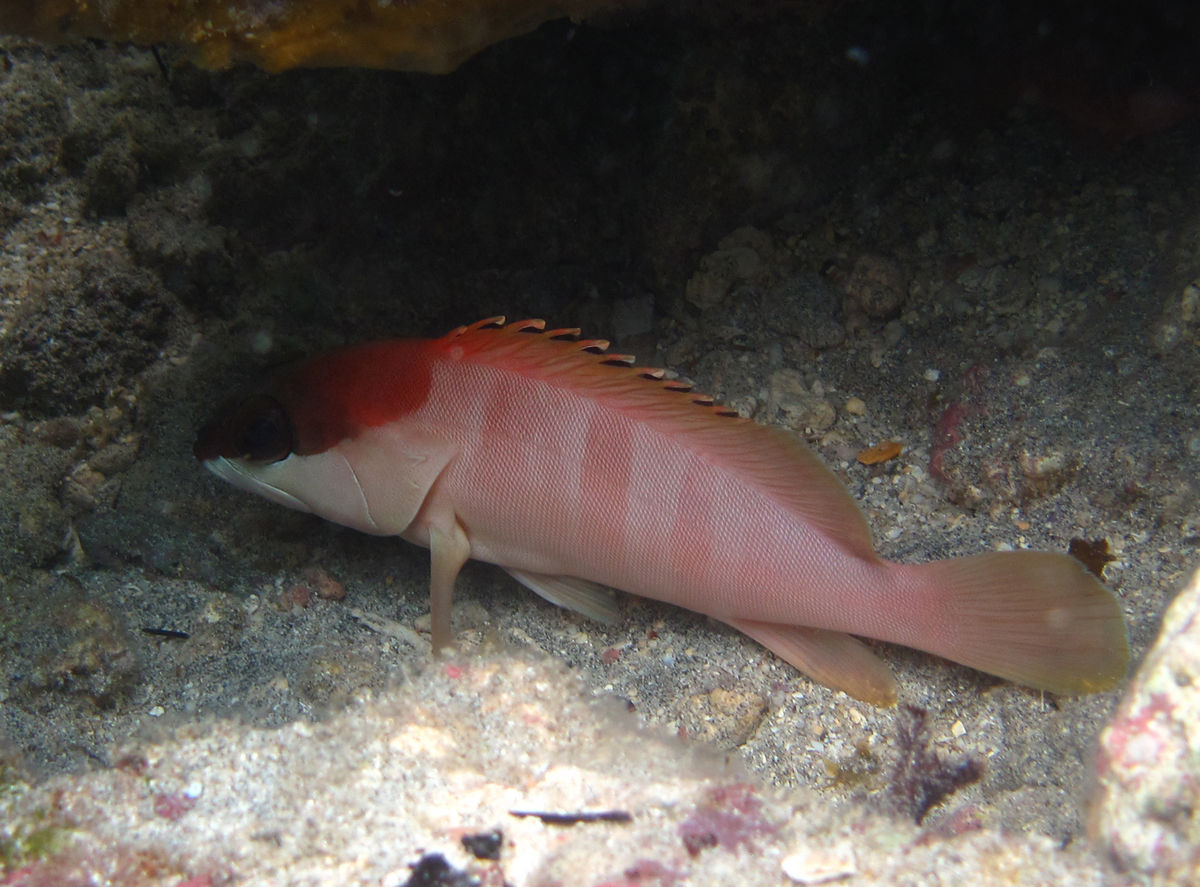
Un mérou oriflamme (Epinephelus fasciatus) juvénile.
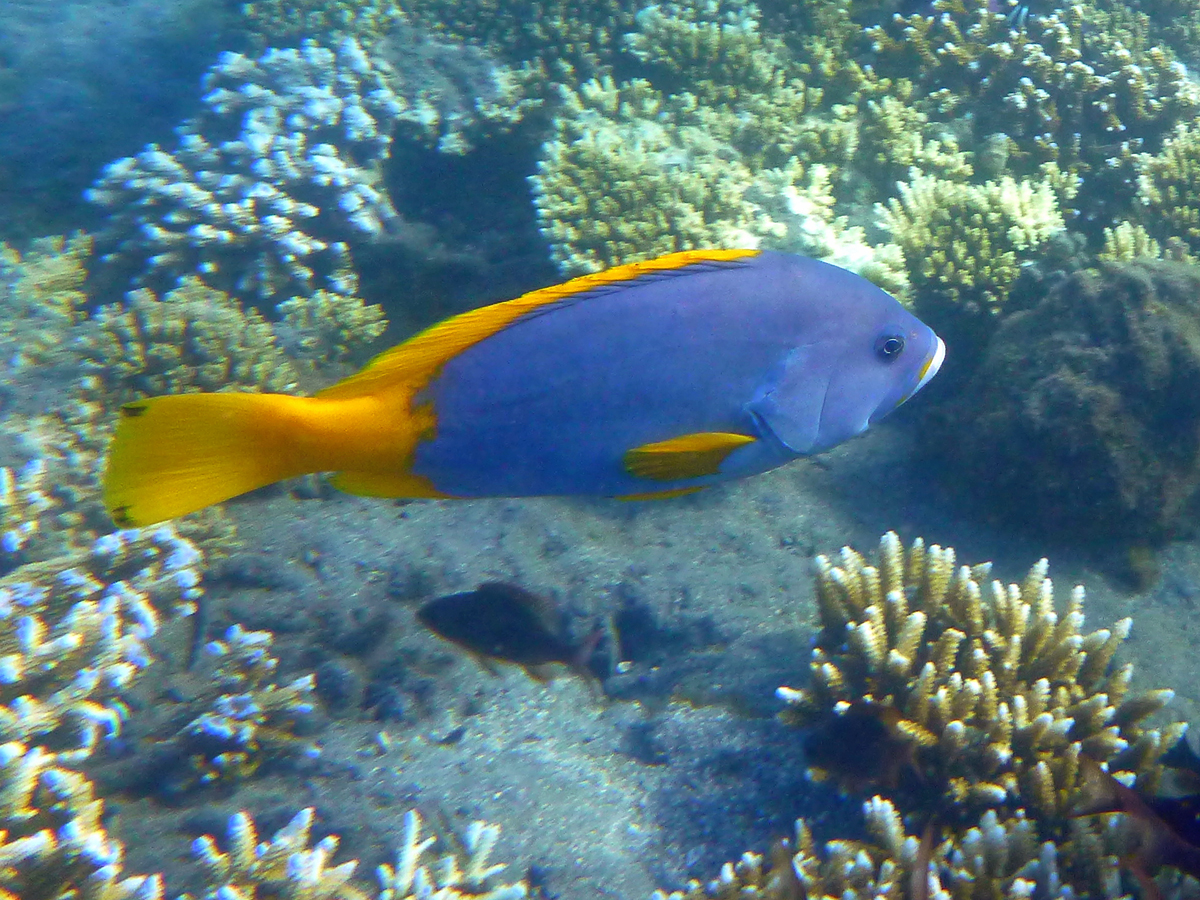
Un mérou faraud (Epinephelus flavocaeruleus) juvénile.
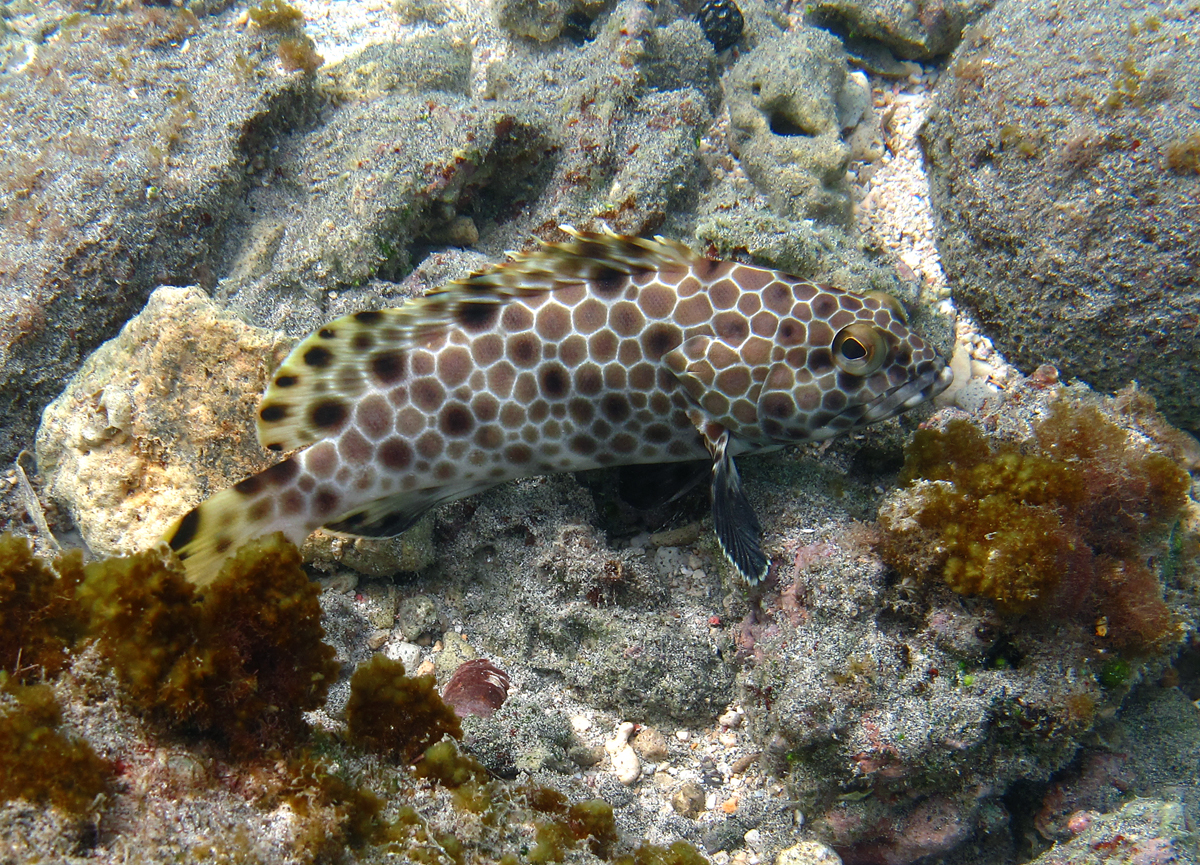
Un mérou Risdael (Epinephelus macrospilos).
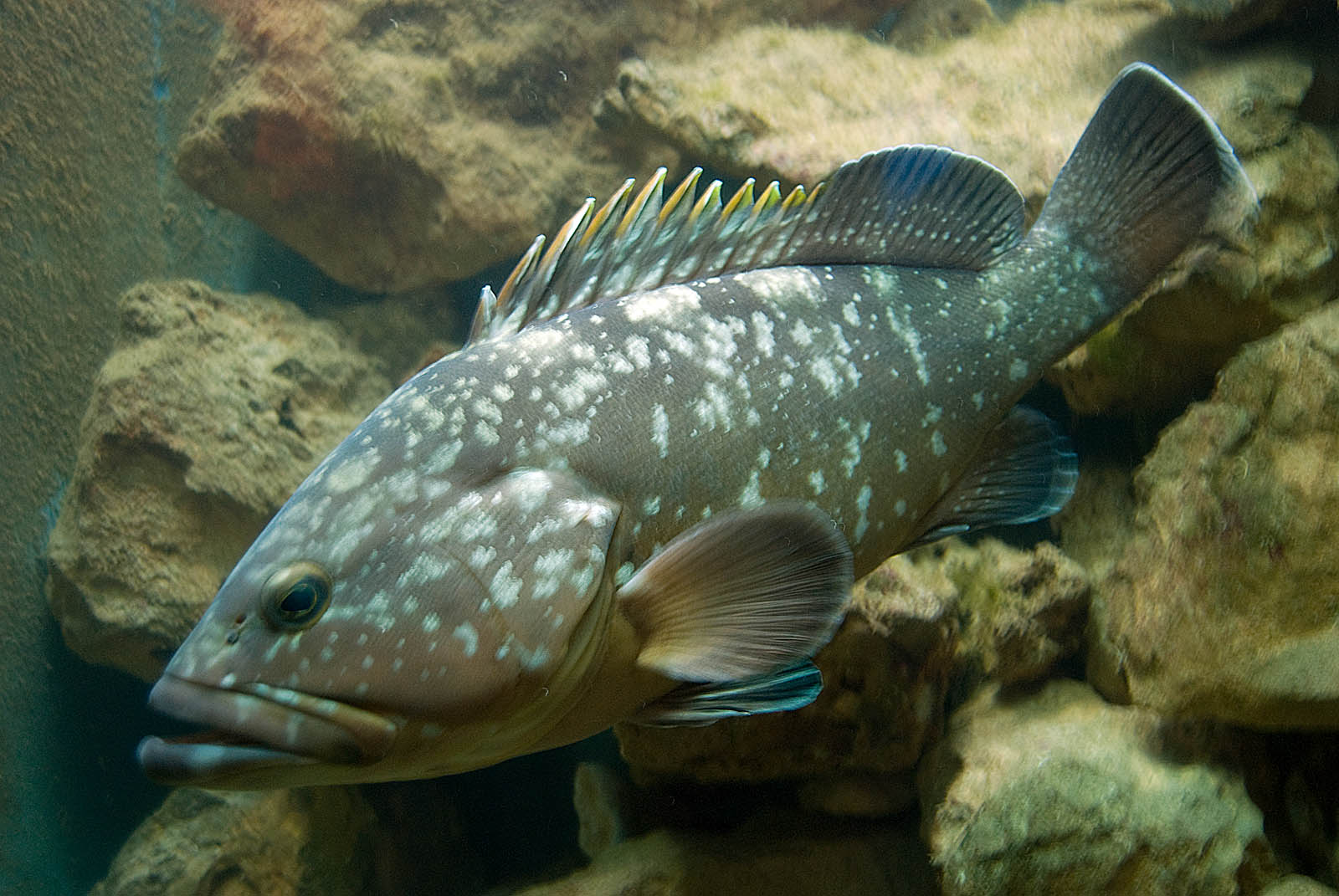
Un mérou brun (Epinephelus marginatus).
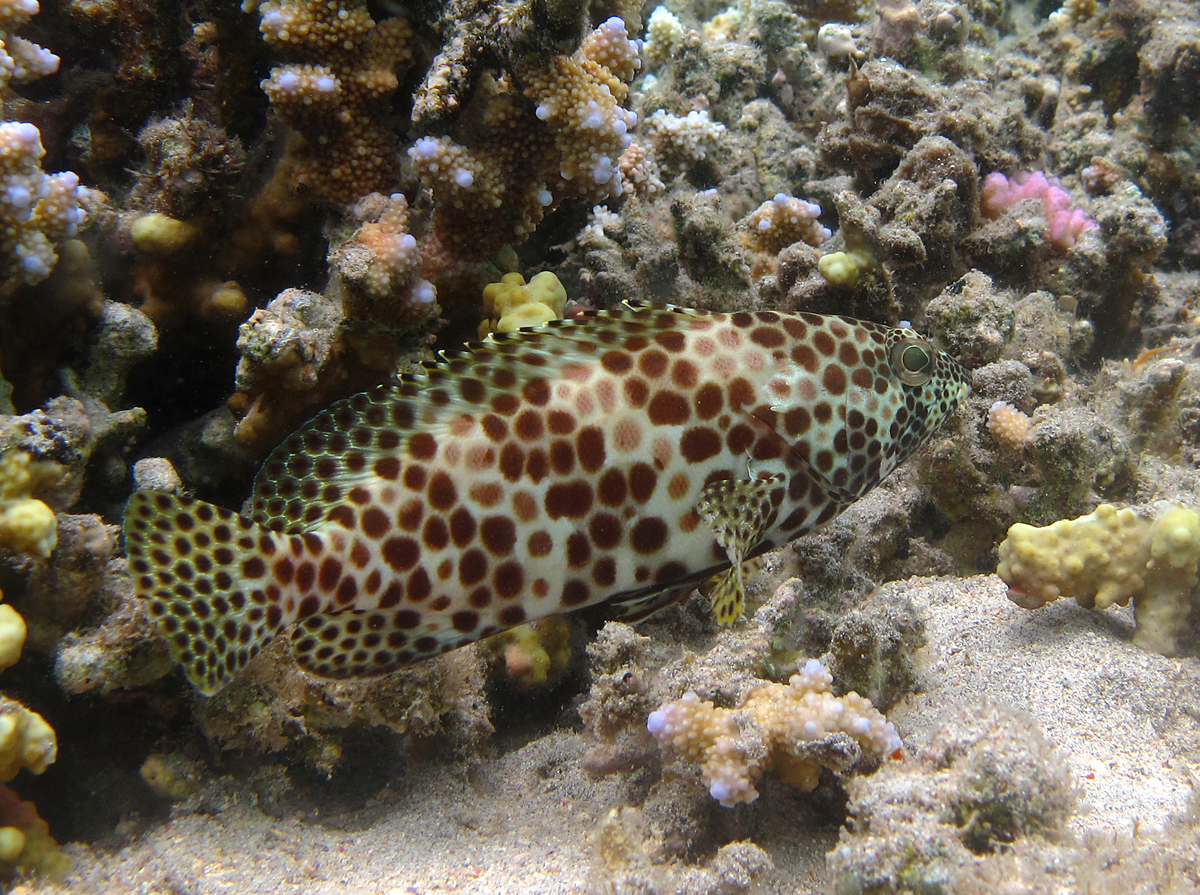
Un mérou étoile (Epinephelus merra).
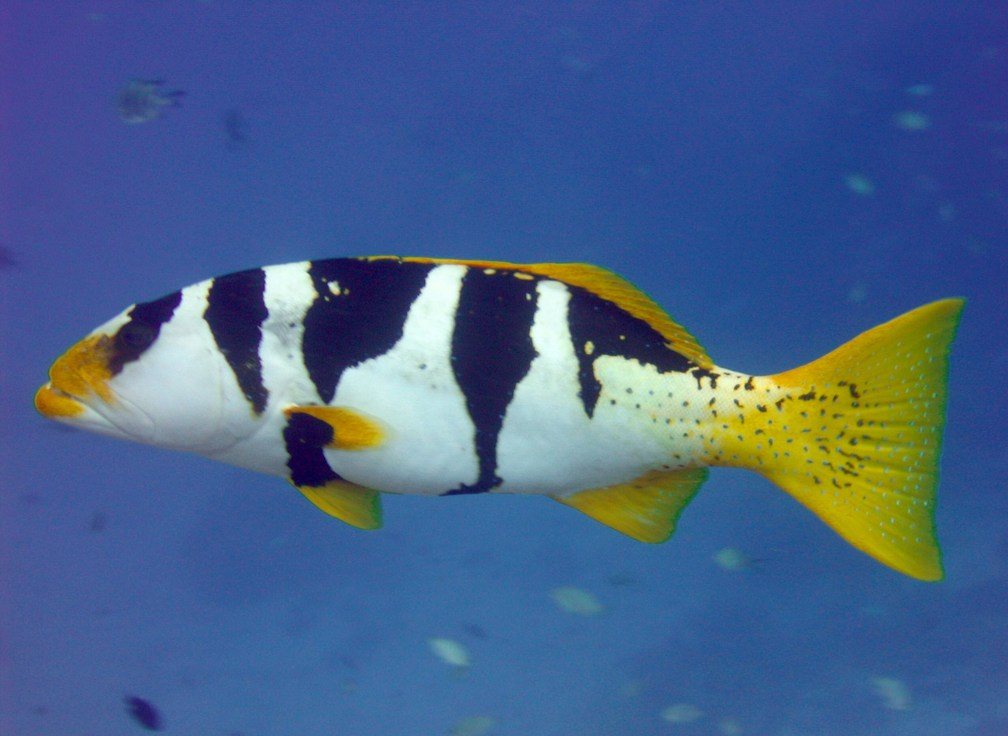
Un mérou sellé (Plectropomus laevis).
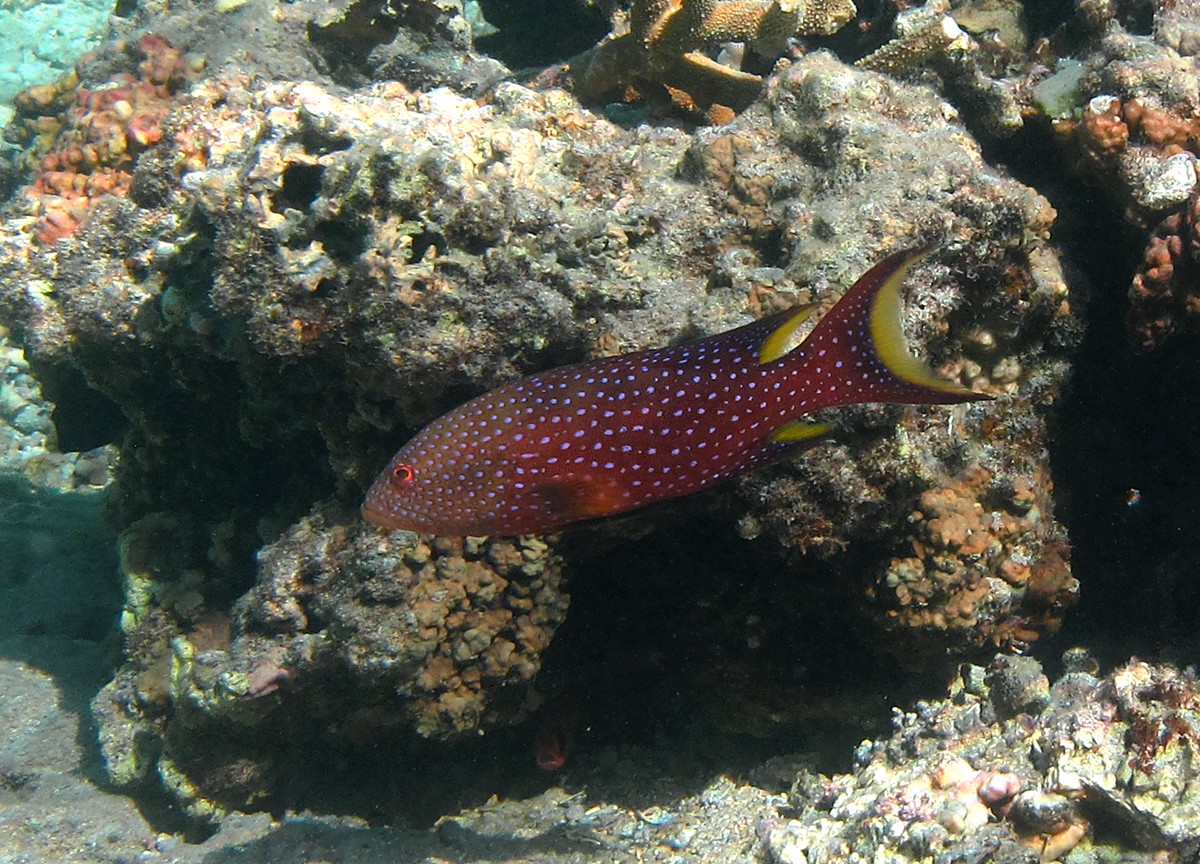
Un mérou croissant jaune (Variola louti) juvénile.
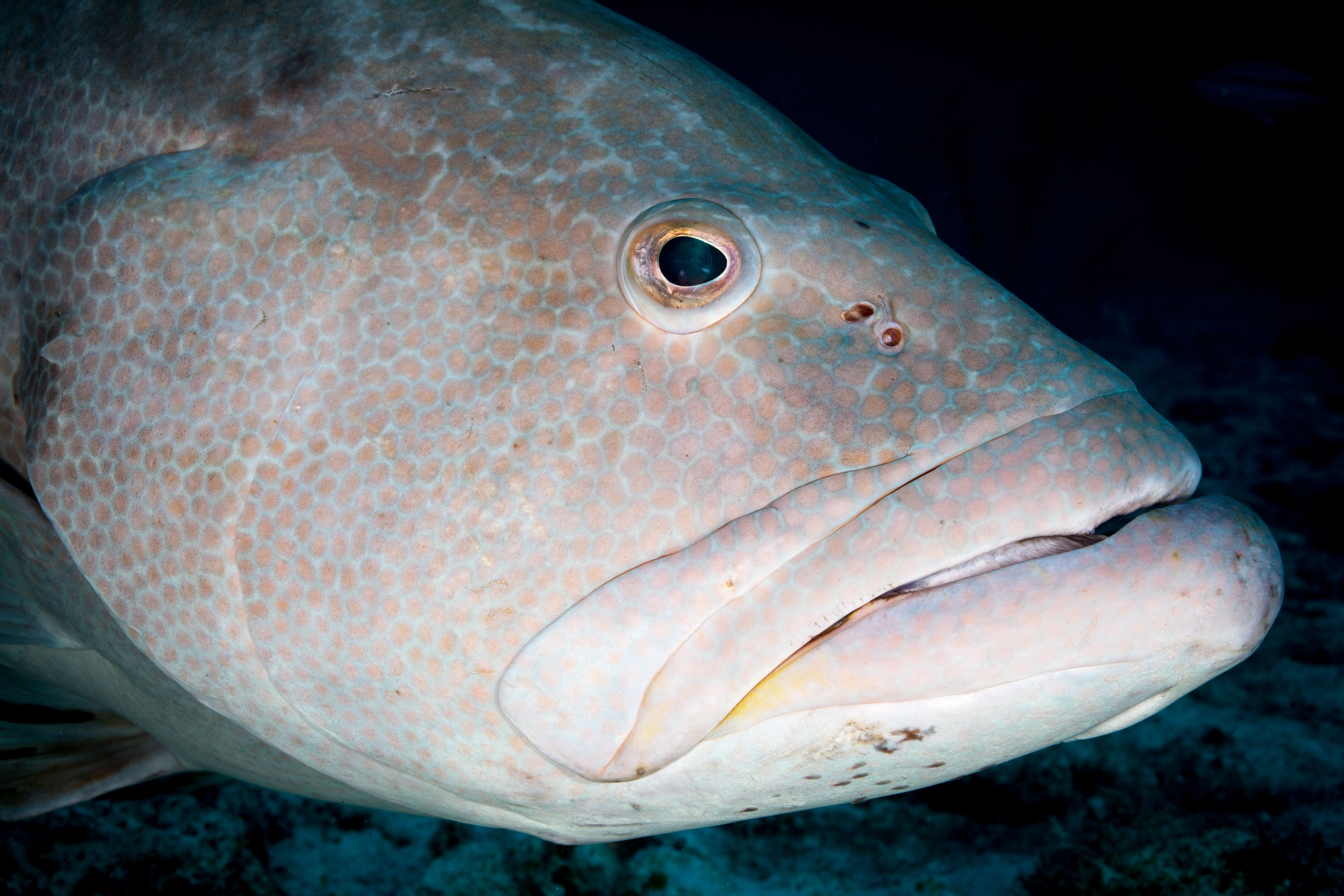
Un Yellowfin grouper (en) (Mycteroperca venenosa).

## Espèces françaises communes
En Mer Méditerranée, outre Epinephelus marginatus, huit autres espèces de mérous ont été recensées : Epinephelus aeneus, Epinephelus caninus, Epinephelus coioides, Epinephelus costae, Epinephelus haifensis, Epinephelus malabaricus, Mycteroperca rubra et Polyprion americanus.

## Espèces de mérous classées par nom vernaculaire
- Mérou à bandes : Epinephelus latifasciatus.
- Mérou à bout rouge : Epinephelus retouti.
- Mérou à capuchon : Epinephelus fasciatus.
- Mérou à dessins hexagonaux : Epinephelus hexagonatus.
- Mérou à flocons : Epinephelus ongus.
- Mérou à lignes blanches : Anyperodon leucogrammicus.
- Mérou à points bleus : Cephalopholis taeniops.
- Mérou à rayures d'or : Grammistes sexlineatus.
- Mérou à taches blanches : Epinephelus coeruleopunctatus.
- Mérou à taches jaunes : Epinephelus timorensis.
- Mérou à taches orange : Epinephelus coioides.
- Mérou à treillis : Epinephelus merra.
- Mérou abeille : Epinephelus miliaris.
- Mérou africain : Cephalopholis taeniops.
- Mérou aile jaune : Epinephelus flavolimbatus.
- Mérou aile zébrée : Epinephelus posteli.
- Mérou arcane : Epinephelus lebretonianus.
- Mérou aréolé : Epinephelus areolatus.
- Mérou badèche : Epinephelus costae, Epinephelus fasciatus.
- Mérou bagnard : Epinephelus septemfasciatus.
- Mérou bande : Epinephelus amblycephalus.
- Mérou barré : Centrarchops chapini.
- Mérou blanc : Epinephelus aeneus.
- Mérou bleu : Epinephelus cyanopodus.
- Mérou bord blanc : Epinephelus albomarginatus.
- Mérou bord clair : Epinephelus bontoides.
- Mérou bord rouge : Gracila albomarginata.
- Mérou bossu : Cromileptes altivelis.
- Mérou bride : Epinephelus heniochus.
- Mérou bronzé : Epinephelus aeneus.
- Mérou brouillard : Epinephelus mystacinus.
- Mérou cabrilla : Epinephelus analogus.
- Mérou camouflage : Epinephelus polyphekadion.
- Mérou canarien : Epinephelus goreensis.
- Mérou céleste : Cephalopholis argus.
- Mérou chat : Epinephelus andersoni.
- Mérou châtaigne : Gracila albomarginata.
- Mérou comète : Epinephelus morrhua.
- Mérou coq : Epinephelus acanthistius.
- Mérou corail : Epinephelus corallicola.
- Mérou couronné : Epinephelus guttatus.
- Mérou cuir : Dermatolepis dermatolepis.
- Mérou curieux : Epinephelus perplexus.
- Mérou Darwin : Epinephelus darwinensis.
- Mérou de Bosques : Polyprion americanus.
- Mérou de Gorée : Epinephelus goreensis.
- Mérou de Grace Kelly: Chromileptes altivelis.
- Mérou de Méditerranée : Epinephelus marginatus.
- Mérou demi-deuil : Epinephelus bleekeri.
- Mérou demi-lune : Epinephelus rivulatus.
- Mérou d'Haïfa : Epinephelus haifensis.
- Mérou d'île : Mycteroperca fusca.
- Mérou dix épines : Epinephelus exsul.
- Mérou d'or : Saloptia powelli.
- Mérou dossard : Epinephelus melanostigma.
- Mérou du Niger : Cephalopholis nigri.
- Mérou dungat : Epinephelus goreensis.
- Mérou écharpe : Epinephelus faveatus.
- Mérou élégant : Anyperodon leucogrammicus.
- Mérou épaulette : Epinephelus stoliczkae.
- Mérou épineux : Epinephelus diacanthus.
- Mérou étoile : Epinephelus labriformis.
- Mérou fanfré : Polyprion americanus.
- Mérou faraud : Epinephelus flavocaeruleus.
- Mérou fauve : Cephalopholis leopardus.
- Mérou gâteau de cire : Epinephelus merra.
- Mérou géant : Epinephelus itajara, Epinephelus lanceolatus.
- Mérou géminé : Epinephelus bilobatus.
- Mérou genêt-queue : Mycteroperca xenarcha.
- Mérou golfe : Mycteroperca jordani.
- Mérou goliath : Epinephelus itajara.
- Mérou grandes écailles : Epinephelus magniscuttis.
- Mérou gris : Epinephelus caninus.
- Mérou grivelé : Epinephelus drummondhayi.
- Mérou guyot : Epinephelus suborbitalis.
- Mérou haute voile : Epinephelus maculatus.
- Mérou hawaiien : Epinephelus quernus.
- Mérou houleux : Epinephelus socialis.
- Mérou huit raies : Epinephelus octofasciatus.
- Mérou jaune : Epinephelus awoara.
- Mérou lancéolé : Epinephelus lanceolatus.
- Mérou léopard : Mycteroperca rosacea.
- Mérou Lespi' : "Chevaliorum blancus".
- Mérou lisse : Dermatolepis striolata.
- Mérou longues ailes : Epinephelus quoyanus.
- Mérou longues dents : Epinephelus bruneus.
- Mérou longues épines : Epinephelus longispinis.
- Mérou loutre : Epinephelus tauvina.
- Mérou malabare : Epinephelus malabaricus.
- Mérou māori : Epinephelus undulatostriatus.
- Mérou marbré : Dermatolepis inermis, Epinephelus analogus, Epinephelus fuscoguttatus.
- Mérou marion : Epinephelus fuscoguttatus.
- Mérou des Marquises : Epinephelus irroratus.
- Mérou marron : Epinephelus fuscoguttatus.
- Mérou mélifère : Epinephelus hexagonatus.
- Mérou minium : Cephalopholis miniata.
- Mérou morse : Epinephelus poecilonotus.
- Mérou moustache : Epinephelus chabaudi.
- Mérou nébuleux : Epinephelus erythrurus.
- Mérou nègre : Epinephelus morio.
- Mérou neige : Epinephelus niveatus.
- Mérou noir : Epinephelus caninus, Epinephelus marginatus.
- Mérou ondulé : Epinephelus undulosus.
- Mérou oriflamme : Epinephelus fasciatus.
- Mérou oualioua : Epinephelus adscensionis.
- Mérou ovale : Triso dermopterus.
- Mérou pâle : Epinephelus epistictus.
- Mérou paon : Cephalopholis argus.
- Mérou passoire : Epinephelus gabriellae.
- Mérou patate : Epinephelus tukula.
- Mérou petites écailles : Epinephelus polylepis.
- Mérou pie : Gracila albomarginata.
- Mérou pintade : Epinephelus chlorostigma.
- Mérou plate grise : Epinephelus multinotatus.
- Mérou pointillé : Plectropomus punctatus.
- Mérou points blancs : Epinephelus polystigma.
- Mérou points noirs : Epinephelus stictus.
- Mérou polonais : Epinephelus nigritus.
- Mérou poule : Epinephelus cifuentesi.
- Mérou quatre selles : Epinephelus spilotoceps.
- Mérou queue carrée : Plectropomus areolatus.
- Mérou rayé : Epinephelus striatus.
- Mérou réseau : Epinephelus tuamotuensis.
- Mérou rocaille : Epinephelus fasciatomaculosus.
- Mérou rondelet : Epinephelus trophis.
- Mérou rouge : Cephalopholis taeniops, Epinephelus marginatus, Epinephelus morio, Epinephelus retouti.
- Mérou rouge tacheté : Epinephelus akaara.
- Mérou royal : Mycteroperca rubra.
- Mérou sanguin : Cephalopholis sexmaculata.
- Mérou scie-queue : Mycteroperca prionura.
- Mérou sellé : Plectropomus laevis.
- Mérou sellé noir : Epinephelus howlandi.
- Mérou sept raies : Epinephelus ergastularius.
- Mérou six raies : Epinephelus sexfasciatus.
- Mérou somali : Epinephelus indistinctus.
- Mérou sombre : Epinephelus marginatus.
- Mérou summan : Epinephelus summana.
- Mérou tacheté : Epinephelus niphobles.
- Mérou tacheté à queue noire : Cephalopholis urodeta.
- Mérou tapis : Epinephelus macrospilos.
- Mérou tomate : Cephalopholis sonnerati.
- Mérou tonga : Epinephelus chlorocephalus.
- Mérou trois taches : Epinephelus trimaculatus.
- Mérou troussequin : Epinephelus daemelii.
- Mérou Varsovie : Epinephelus nigritus.
- Mérou voile : Mycteroperca olfax.
- Mérou zébré : Epinephelus radiatus.
- Mérou-loche cacatois : Plectropomus oligacanthus.
- Mérou-loche vagabonde : Plectropomus pessuliferus.
- Mérou-tigre : Mycteroperca venenosa.

## Espèces de mérous classées par nom scientifique

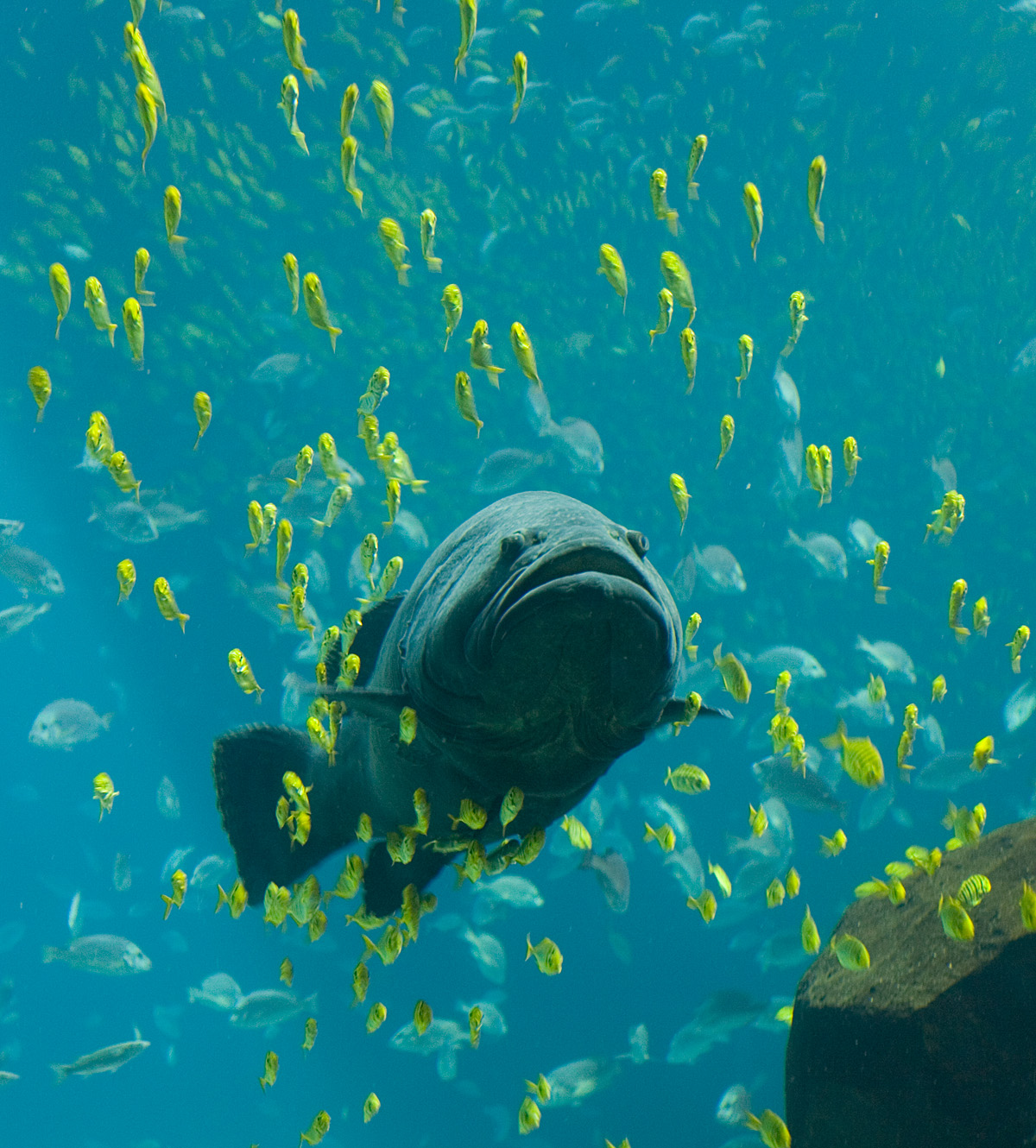
Mérou géant, ou mérou lancéolé (Epinephelus lanceolatus) au Georgia Aquarium à Atlanta (Géorgie, États-Unis).

- Aethaloperca rogaa, Mérou gueule rouge
- Anyperodon leucogrammicus, Mérou élégant, Mérou à lignes blanches.
- Centrarchops chapini, Mérou barré.
- Cephalopholis argus, Mérou céleste.
- Cephalopholis leopardus, Mérou fauve.
- Cephalopholis miniata, Mérou minium ou Mérou rouge.
- Cephalopholis nigri, Mérou du Niger.
- Cephalopholis sexmaculata, Mérou sanguin.
- Cephalopholis sonnerati, Mérou tomate.
- Cephalopholis taeniops, Mérou à points bleus, Mérou africain, Mérou rouge.
- Cephalopholis urodeta, Mérou tacheté à queue noire.
- Cromileptes altivelis, Mérou bossu.
- Dermatolepis dermatolepis, Mérou cuir.
- Dermatolepis inermis, Mérou marbré.
- Dermatolepis striolata, Mérou lisse.

- Epinephelus
- Gracila albomarginata, Mérou bord rouge, Mérou châtaigne, Mérou pie.
- Grammistes sexlineatus, Mérou à rayures d'or.
- Mycteroperca bonaci, Mérou.
- Mycteroperca fusca, Mérou d'île.
- Mycteroperca jordani, Mérou golfe.
- Mycteroperca olfax, Mérou voile.
- Mycteroperca prionura, Mérou scie-queue.
- Mycteroperca rosacea, Mérou léopard.
- Mycteroperca rubra, Mérou royal.
- Mycteroperca tigris, Mérou.
- Mycteroperca venenosa, Mérou-tigre.
- Mycteroperca xenarcha, Mérou genêt-queue.
- Plectropomus areolatus, Mérou queue carrée.
- Plectropomus laevis, Mérou sellé.
- Plectropomus oligacanthus, Mérou-loche cacatois.
- Plectropomus pessuliferus, Mérou-loche vagabonde.
- Plectropomus punctatus, Mérou pointillé.
- Polyprion americanus, Mérou de Bosques, Mérou fanfré.
- Saloptia powelli, Mérou d'or.
- Triso dermopterus, Mérou ovale.
- Polyprion americanus[4]

### Filmographie
- Le Monde du silence, film de Jacques-Yves Cousteau et Louis Malle, avec le récurrent 'personnage' de Jojo le Mérou[5].